# Bajner Bálint
Bajner Bálint (Szombathely, 1990. november 18. –) magyar utánpótlás válogatott labdarúgó, az Episzkopi játékosa.

## Pályafutása

### Klubcsapatokban

#### Liberty Oradea
A csapat 2008 júliusában egy évre kölcsönbe adta Angliába a West Ham United csapatához.

#### Budapest Honvéd
A Honvédnál előbb kölcsönben volt, majd 2010 nyarán odaigazolt másfél évre, miután a román Liberty Oradeával kötött szerződése lejárt.

#### Sulmona Calcio
2011 szeptemberében az olasz hatodosztályban szereplő Sulmona csapatához szerződött. 2011. október 16-án, a Real San Salvo elleni mérkőzésen debütált csapatában, amely 1–0-s Sulmona győzelemmel ért véget.

#### Borussia Dortmund
2012 szeptemberében a Borussia Dortmund második csapatához szerződött. 2013. február 24-én csereként pályára lépett a Dortmund első csapatában, a Bundesligában.

#### Ipswich Town
2014. július 30-án Bajner két évre az angol Ipswich Town csapatához írt alá. Első szereplése a csapatban 2014. augusztus 9-én volt, a Fulham elleni 2–1-es győzelemmel véget ért találkozón. A kezdőcsapatban szerepelt, de a 44. percben lecserélték.
A csapat színeiben a utolsó bajnokiját 2014. október 21-én játszotta a Cardiff City ellen. 2015. január 15-én az angol kupában lépett pályára. Összesen 7 mérkőzésen szerepelt az Ipswich Town színeiben, a bajnokságban 5 mérkőzésen 99 perc játékperce volt, és 1–1 mérkőzésen a kupában és a ligakupában szerepelt.

#### Notts County
2015 elején Bajner szerződést bontott az Ipswichcsel, így szabadon igazolhatóvá vált. Január 20-án a harmadosztályú Notts County szerződtette a szezon végéig. Első mérkőzése január 21-én volt a Doncaster ellen, a 61. percben csereként állt be. Január 24-én a kezdőcsapat tagja volt, a mérkőzés során egy gólpasszt adott. 2015 nyarán távozott a klubtól, miután az kiesett az angol harmadosztályból. A szerződése lejárta miatt szabadon igazolhatóvá vált.

#### Paks
2015. október 8-án jelentették be, hogy a Paksi FC, hogy szerződtették Bajnert. Egy idény alatt 14 bajnoki mérkőzésen lépett pályára, ezeken egy gólt szerzett.

#### Modena
2016. augusztus 31-én az olasz harmadosztályú Modenához szerződött. Első gólját október 22-én a Venezia ellen szerezte. 2016. december 30-án az olasz klub hivatalos honlapján jelentette be, hogy Bajner szerződését közös megegyezéssel felbontotta. A magyar támadó 16 bajnokin egyszer talált be az ellenfelek hálójába.

#### Borussia Dortmund
2017 nyarán három év után visszatért a Borussia Dortmundhoz, ahol a negyedosztályban játszó tartalékcsapatnál számítottak a játékára.

#### PMFC
2020 szeptemberében az NB II-ben szereplő Pécsi MFC csapatához igazolt. Csupán november 29-én mutatkozott be a Soroksár elleni 2–2-es döntetlen alkalmával, ahol 13 pernyi lehetőséget kapott. A legtöbb mérkőzésen nem kapott lehetőséget, vagy nem is nevezték a keretbe. 2021. június 12-én kiderült, hogy távozik a klubtól.

#### Kaizer Chiefs
2022 novemberében a Dél-afrikai Köztársaságban vett részt próbajátékon a Kaizer Chiefs csapatánál, azonban a klubnál januárban úgy döntöttek, hogy végül nem ajánlanak neki szerződést.

#### Szombathelyi Haladás
2024 februárjában, három év kihagyás után ismét talált magának klubot, és a Szombathelyi Haladás csapatához írt alá. 2024. március 8-án mentővel kórházba kellett szállítani, miután rosszul lett az edzésen. A csapat iránti elkötelezettségét hangsúlyozva elmondta, hogy olyan szerződést írt alá, amelyet csak azért tartott érvényesnek, mert a Haladás címere szerepelt rajta; enélkül értéktelennek tekintette volna.

#### Episzkopi
2024. október 18-án a görög negyedosztályban szereplő Episzkopi csapatához igazolt.

### A válogatottban
A 2008-as U19-es labdarúgó-Európa-bajnokság selejtezőinek nyitó mérkőzésén San Marino együttese ellen Bajner egy emelésből szerzett gólt. A mérkőzést a magyarok 6–0 arányban nyerték. Később a csapat a csehországi Eb-n bronzérmet szerzett. A 2009-es U20-as világbajnokságon bronzérmes csapatba nem került be, azonban korábbi edzője, Sisa Tibor számított rá, és a Budapest Honvéd FC szerződtette, ahol mindjárt góllal mutatkozott be.

## Internetes közösség
Bajner egy 2014-es, a Nemzeti Sportnak adott nyilatkozatában elmondta, hogy a magyar futball, a válogatott nem érdekli őt. Az Ipswichben a bemutatkozó mérkőzésén a 44. percben lecserélték, erre azt állította, hogy azért cserélték le, hogy megtapsolják őt. A nyilatkozata után magyar felhasználók hozzászólásokkal árasztották el az Ipswich Facebook-oldalát, a klub pedig letiltotta a magyar IP-címeket az oldalról. Nyilatkozatai miatt az internetes közösség nagy figyelemmel követi, mondataiból viccet csinálnak. A Notts Countyhoz történő szerződése után magyar felhasználók különböző ironikus hozzászólásokkal elárasztották a csapat Facebook-oldalát. A Notts County ezt követően blokkolta a magyar IP-címekről érkező felhasználókat, de később feloldotta ezt a tiltást.